# Kocaelispor
Kocaelispor Kulübü – turecki klub piłkarski, grający obecnie w Süper Lig, mający siedzibę w mieście Izmit, leżącym w północno-zachodniej części kraju nad zatoką o tej samej nazwie.

## Historia
Klub został założony w 1966 roku w mieście Izmit. Do tureckiej ekstraklasy awansował 14 lat po utworzeniu, czyli w 1980 roku. Grał w niej do 1988 roku i wtedy spadł do Türk Telekom League A. Do pierwszej ligi powrócił 4 lata później i występował w niej do 2003 roku. Od tego czasu jest zespołem drugoligowym.
Największe sukcesy klubu Kocaelispor to dwukrotne zdobycie Pucharu Turcji. W 1997 roku okazał się lepszy od Trabzonsporu (1:1, 1:0), a w 2002 roku pokonał w finale faworyzowany Beşiktaş JK aż 4:0.

## Sukcesy
- Puchar Turcji
  - zwycięstwo (2): 1997, 2002
- TFF 1. Lig
  - mistrzostwo (3)': 1979/1980, 1991/1992, 2007/2008

## Europejskie puchary
Legenda do wszystkich tabel:
- Q – runda eliminacyjna, 1/16, 1/8, 1/4, 1/2 – odpowiednia faza rozgrywek, Grupa – runda grupowa, 1r gr – pierwsza runda grupowa, 2r gr – druga runda grupowa, F – finał, R – runda, PO – play-off
- k. – rzuty karne, los. – losowanie, Dogr. – dogrywka, w. – zasada bramek strzelonych na wyjeździe

| Sezon   | Rozgrywki                 | Runda    | Klub                   | Dom | Wyjazd | Ogólnie     |
| ------- | ------------------------- | -------- | ---------------------- | --- | ------ | ----------- |
| 1993/94 | Puchar UEFA               | 1R       | Sporting CP            | 0–0 | 0–2    | 0–2         |
| 1996    | Puchar Intertoto          | Grupa 11 | CSKA Sofia             | 1–3 |        | 4. miejsce  |
| 1996    | Puchar Intertoto          | Grupa 11 | RC Strasbourg          |     | 1–1    | 4. miejsce  |
| 1996    | Puchar Intertoto          | Grupa 11 | Urałmasz Jekaterynburg |     | 0–2    | 4. miejsce  |
| 1996    | Puchar Intertoto          | Grupa 11 | Hibernians             | 5–3 |        | 4. miejsce  |
| 1997/98 | Puchar Zdobywców Pucharów | 1R       | Național Bukareszt     | 2–0 | 1–0    | 3–0         |
| 1997/98 | Puchar Zdobywców Pucharów | 2R       | Lokomotiw Moskwa       | 0–0 | 1–2    | 1–2         |
| 1999    | Puchar Intertoto          | 2R       | FK Ventspils           | 2–0 | 1–1    | 3–1         |
| 1999    | Puchar Intertoto          | 3R       | MSV Duisburg           | 0–3 | 0–0    | 0–3         |
| 2000    | Puchar Intertoto          | Q        | Atlantas Kłajpeda      | 0–1 | 1–0    | 1–1, k: 4–5 |
| 2002/03 | Puchar UEFA               | 1R       | Ferencvárosi TC        | 0–1 | 0–4    | 0–5         |

## Obecny skład
Stan na 13 sierpnia 2023
| Nr | Poz. | Piłkarz           |
| -- | ---- | ----------------- |
| 1  | BR   | Harun Tekin       |
| 2  | OB   | Alihan Kubalas    |
| 3  | OB   | Onur Atasayar     |
| 5  | OB   | Yalcin Kilinc     |
| 7  | NA   | Cem Ekinci        |
| 8  | PO   | Cihat Çeli        |
| 9  | NA   | Atabey Cicek      |
| 10 | NA   | Daniel Candeias   |
| 11 | NA   | Christian Kouakou |
| 19 | OB   | Atila Turan       |
| 20 | PO   | Mert Cölgecen     |

| Nr | Poz. | Piłkarz           |
| -- | ---- | ----------------- |
| 21 | NA   | Bedirhan Yildiz   |
| 24 | PO   | Ibrahima Fofana   |
| 32 | OB   | Mehmet Yilmaz     |
| 35 | BR   | Gökhan Degirmenci |
| 40 | PO   | Yusuf Gültekin    |
| 41 | PO   | João Amaral       |
| 45 | PO   | Mesut Can Tunali  |
| 55 | OB   | Yusuf Abdioglu    |
| 77 | OB   | Oguz Ceylan       |
| 99 | NA   | Okan Eken         |

## Reprezentanci kraju grający w klubie
| - Orhan Ak - Altan Aksoy - Yusuf Altintas - Hakan Arikan - Volkan Arslan - Saffet Akyüz - Ali Eren Beserler - Uğur Boral - Nuri Çolak - Ahmet Dursun - Cihan Haspolatlı - Tayfur Havutçu - İbrahim Kaş - Volkan Kilimci - Mert Korkmaz - Özden Öngün - Mustafa Özkan - Saffet Sancaklı - Metin Tekin - Evren Turhan |  | - Con Blatsis - Yüksel Sariyar - Samir Muratović - Fahrudin Omerović - Aleksandyr Aleksandrow - Zdrawko Łazarow - Predrag Pażin - Tomislav Erceg - Ayman Abdel Aziz - Mehat Abdel Hady - Hossam Abdel Monaem - Ahmed Hassan - Kwame Ayew - Giwi Didawa - Zaza Dżanaszia - Rewaz Kemoklidze - Jonah Sarwieh - Roman Dąbrowski - Dumitru Stângaciu - John Moshoeu - Milorad Korać - Miško Mirković - Milan Timko - Péter Stark |